# Hull (Massachusetts)
Hull est une ville du comté de Plymouth dans l'État du Massachusetts. Sa population s'élève à 10 293 habitants au recensement de 2010. Elle est située dans la baie du Massachusetts occupant l'étroite péninsule de Nantasket constituée au sud de Boston d'un chapelet d'anciennes îles reliées par des bancs de sable.
Hull a une superficie de 69,6 km2 dont seulement 7,3 km2 de terre ferme y compris les îles Peddocks et Spinnaker, cette dernière reliée par un pont routier à la péninsule. Hull est ainsi la plus petite ville du comté de Plymouth.
Hull est célèbre pour avoir abrité les résidences secondaires d'été de Calvin Coolidge, 30e président des États-Unis et de John Francis Fitzgerald, grand-père maternel de John Fitzgerald Kennedy.